# Felipe Peña Biafore
Felipe Peña Biafore (Pehuajó, 20 aprile 2001) è un calciatore argentino, difensore del Lanús.

## Carriera
Cresciuto nel settore giovanile del River Plate, il 14 febbraio sigla il suo primo contratto professionistico con i Millonarios; debutta in prima squadra il 20 maggio 2021 in occasione dell'incontro di Coppa Libertadores vinto 2-1 contro l'Ind. Santa Fe.

## Statistiche

### Presenze e reti nei club
Statistiche aggiornate al 28 aprile 2025.
| Stagione           | Squadra            | Campionato         | Campionato | Campionato | Coppe nazionali | Coppe nazionali | Coppe nazionali | Coppe continentali | Coppe continentali | Coppe continentali | Altre coppe | Altre coppe | Altre coppe | Totale | Totale | Totale |
| Stagione           | Squadra            | Comp               | Pres       | Reti       | Comp            | Pres            | Reti            | Comp               | Pres               | Reti               | Comp        | Pres        | Reti        | Pres   | Reti   |        |
| ------------------ | ------------------ | ------------------ | ---------- | ---------- | --------------- | --------------- | --------------- | ------------------ | ------------------ | ------------------ | ----------- | ----------- | ----------- | ------ | ------ | ------ |
| 2021               | River Plate        | PD                 | 7          | 0          | CA+CdL          | 0               | 0               | CL                 | 2                  | 0                  | -           | -           | -           | 9      | 0      |        |
| 2023               | Arsenal Sarandí    | PD                 | 25         | 0          | CA+CdL          | 1+0             | 0               | -                  | -                  | -                  | -           | -           | -           | 26     | 0      |        |
| 2023               | Lanús              | PD                 | 0          | 0          | CA+CdL          | 0+12            | 0               | -                  | -                  | -                  | -           | -           | -           | 12     | 0      |        |
| 2024               | Lanús              | PD                 | 4          | 1          | CA+CdL          | 1+13            | 0+2             | CS                 | 4                  | 1                  | -           | -           | -           | 22     | 4      |        |
| 2024               | River Plate        | PD                 | 4          | 0          | CA+CdL          | 0               | 0               | CL                 | -                  | -                  | -           | -           | -           | 4      | 0      |        |
| Totale River Plate | Totale River Plate | Totale River Plate | 11         | 0          |                 | 0               | 0               |                    | 2                  | 0                  |             | -           | -           | 13     | 0      |        |
| 2024               | Lanús              | PD                 | 14         | 1          | CA+CdL          | 0               | 0               | CS                 | 3                  | 0                  | -           | -           | -           | 17     | 1      |        |
| 2025               | Lanús              | PD                 | 7          | 0          | CA              | 1               | 0               | CS                 | 1                  | 0                  | -           | -           | -           | 9      | 0      |        |
| Totale Lanús       | Totale Lanús       | Totale Lanús       | 25         | 2          |                 | 27              | 2               |                    | 8                  | 1                  |             | -           | -           | 60     | 5      |        |
| Totale carriera    | Totale carriera    | Totale carriera    | 61         | 2          |                 | 28              | 2               |                    | 10                 | 1                  |             | -           | -           | 99     | 5      |        |

## Palmarès

### Club

#### Competizioni nazionali
- Campionato argentino: 1

River Plate: 2021